# Van Eeghen & Co
Van Eeghen & Co is een handelshuis aan de Herengracht in Amsterdam dat in de 17e eeuw is opgericht door de uit West-Vlaanderen afkomstige Jacob van Eeghen. De handelsonderneming Van Eeghen is ook actief onder andere namen zoals Van Eeghen International en Belegging- en Handelmaatschappij Van Eeghen.
Jacob van Eeghen was eerder koopman in Aardenburg, in Staats-Vlaanderen. Via Middelburg en Haarlem belandt de protestantse familie Van Eeghen in Amsterdam. Hij handelde, net als zijn vader en grootvader, in wol en linnen. Later ook in producten als graan, haring en zout.
De bankiersactiviteiten zijn sinds 1969 ondergebracht bij H. Oyens & Zonen onder de naam Oyens & Van Eeghen, thans de Bank Oyens & Van Eeghen.. In 2014 heeft deze zijn bankvergunning ingeleverd en is verdergegaan als beleggingsonderneming.